# Essigny-le-Grand
Essigny-le-Grand település Franciaországban, Aisne megyében. Lakosainak száma 1063 fő (2022. január 1.). Essigny-le-Grand Benay, Castres, Clastres, Contescourt, Gibercourt, Grugies, Hinacourt, Montescourt-Lizerolles, Seraucourt-le-Grand és Urvillers községekkel határos.

## Népesség
A település népességének változása:
| Lakosok száma | 725  | 985  | 1252 | 1143 | 1083 | 1056 | 1022 | 1048 | 1045 | 1063 |
|               | 1968 | 1982 | 1990 | 2006 | 2013 | 2015 | 2017 | 2019 | 2020 | 2022 |